# Anonyme Arbeitssüchtige
Anonyme Arbeitssüchtige (AAS, Eng.: Workaholics Anonymous) sind Selbsthilfegruppen für Menschen, die arbeitssüchtig            (Workaholics) sind. Das Zwölf-Schritte-Programm der AAS entstand in Anlehnung an das Programm der Anonymen Alkoholiker.
1983 wurde die erste Selbsthilfegruppe für Arbeitssüchtige als Workaholics Anonymous in New York City gegründet. In Deutschland existieren die Anonymen ArbeitsSüchtigen (AAS)  bereits seit 1986,
im Jahr 2017 gab es 15 Meetings in Deutschland und 5 Meetings in Österreich, außerdem verschiedene Telefonmeetings.
Laut der Präambel von AAS ist die einzige Voraussetzung für die Teilnahme an der Gruppe der Wunsch, mit zwanghaftem Arbeiten oder auch Nicht-Arbeiten aufzuhören. AAS erhebt keine Mitgliedsbeiträge, sie erhält sich durch eigene Spenden. Höchstes Gebot ist Anonymität, die Mitglieder müssen ihre Identität nicht offenlegen, Teilnahmelisten oder Mitgliederkarteien gibt es nicht.
Auf den regelmäßigen Meetings haben die Betroffenen die Möglichkeit, über ihre Anliegen zu reden, wobei es keine Vorschriften bezüglich der Themen gibt. Niemand muss etwas sagen. An den Treffen nehmen nur Betroffene teil und keine Psychologen.